# Victor Fontan
Victor Fontan (18 juni 1892 - 2 januari 1982) was een Frans wielrenner.

## Levensloop en carrière
Fontan werd prof in 1923 op 31-jarige leeftijd. Hij won in 1926 en in 1927 de Ronde van Catalonië. In 1927 de Ronde van het Baskenland. Hij won ook 2 etappes in de Ronde van Frankrijk. Hij beëindigde zijn carrière op 38-jarige leeftijd in 1930.

## Resultaten in voornaamste wedstrijden
| Jaar | Ronde van Italië | Ronde van Frankrijk | Ronde van Spanje |
| ---- | ---------------- | ------------------- | ---------------- |
| 1924 |                  | opgave              |                  |
| 1925 |                  |                     |                  |
| 1926 |                  |                     |                  |
| 1927 |                  |                     |                  |
| 1928 | 4e               | 7e (2)              |                  |
| 1929 |                  | opgave              |                  |
| 1930 |                  | opgave              |                  |

- Ronde van Catalonië, 1926, 1927
- Ronde van het Baskenland, 1927

- Virtual International Authority File: 6565157040176867040009